# Cangkring (Plered)
Cangkring is een bestuurslaag in het regentschap Cirebon van de provincie West-Java, Indonesië. Cangkring telt 4682 inwoners (volkstelling 2010).